# Il mondo di Rocannon
Il mondo di Rocannon (Rocannon's World) è un romanzo di fantascienza di Ursula K. Le Guin del 1966, edito in Italia nel 1984, ma precedentemente pubblicato nel 1973 con il titolo di L'ultimo pianeta al di là delle stelle.
Costituisce il primo, in ordine di tempo, dei romanzi del Ciclo dell'Ecumene (Ekumene), o Lega di tutti i mondi, ossia pianeti collegati fra loro attraverso il volo iper-luce delle navi robotizzate prive di equipaggio umano, o attraverso il più lento volo alla velocità della luce delle navi con equipaggio umano; pianeti le cui popolazioni comunicano tra loro mediante l'ansible, dispositivo che consente la comunicazione istantanea tra mondi distanti decine di anni-luce in quanto sfrutta la deformazione gravitazionale dello spazio-tempo. In realtà, la formazione dell'Ecumene così definita avviene in una fase che si colloca posteriormente alla storia narrata in questo romanzo e nei due successivi Il pianeta dell'esilio e Città delle illusioni; pertanto nella letteratura fantascientifica anglosassone questa serie di romanzi dell'autrice è nota come il ciclo degli Hainiti.

## Trama
Il romanzo è la storia del comandante di una missione antropologica voluta dalla Lega, su un mondo abitato da varie razze di umanoidi e caratterizzato da una cultura feudale assimilabile al medioevo terrestre, e da razze animali alate, come i grifoni, usati dagli abitanti come destrieri. Rocannon rimane isolato sul pianeta in seguito all'attacco di un esercito nemico della Lega che distrugge la sua nave, e accompagnato dall'amico Mogien, signore di Hallan, e da uno sparuto drappello di amici, tenta di rimettersi in contatto con la Lega. Per farlo, dovrà attraversare le impervie terre del pianeta, Fomalhaut II, e rintracciare l'unico ansible funzionante e in mano ai pochi occupanti il campo delle astronavi nemiche. Dotato di conoscenze superiori e della sua tuta, impenetrabile a qualunque arma, Rocannon diverrà per gli abitanti del pianeta il leggendario Dio Errante, colui "che cammina in mezzo agli uomini". Rocannon finisce per amare quel mondo e, pur dopo aver portato a termine la missione, decide di rimanervi, fino alla fine dei suoi giorni.

## Edizioni
- Ursula K. Le Guin, Rocannon's World, Ace Books, 1966.
- Ursula K. Le Guin, L'ultimo pianeta al di là delle stelle, traduzione di Pier Antonio Rumignani, Delta Fantascienza Fantasia Eroica, Delta, 1973,  p. 180.
- Ursula K. Le Guin, Il mondo di Rocannon, traduzione di Riccardo Valla, Editrice Nord, 1984,  p. 140, ISBN 88-429-0646-8.